# Стенлі Тонг
Стенлі Тонг (англ. Stanley Tong, кит. трад.: 唐季禮; піньїнь: Táng Jìlǐ; 7 квітня 1960, Гонконг) — гонконзький кінорежисер, сценарист, актор, кінопродюсер і каскадер, а також постановник боїв і трюків. Починав свою кар'єру в кінематографі як каскадер і постановник боїв, після чого сам став писати сценарії, продюсувати і знімати фільми. Відомий, перш за все, своїми роботами з Джекі Чаном у фільмах «Поліцейська історія 3: Суперполіцейський», «Бійка в Бронксі» і «Перший удар». В Голлівуді зняв фільм «Містер Магу» і працював над серіалом «Китайський городовий». Його фільми отримали кілька престижних азійських кінопремій. В даний момент, переважно, займається продюсуванням картин інших режисерів.

## Біографія та кар'єра
Стенлі народився і виріс в Гонконзі. Великий вплив на нього зробив Брюс Лі, з творчістю якого Стенлі зіткнувся ще в юному віці. Коли йому виповнилося 12 років, він почав тренування з різними майстрами кунг-фу. За цей час він встиг вивчити величезну кількість різних стилів і технік, як, наприклад, хунгар, тайцзіцюань, кікбоксинг, Він-Чунь, цигун, а також північні стилі і техніки поводження з мечем, списом і жердиною. Також встиг побути і акробатом, досить довгий час присвятивши трампліну і гімнастиці. У віці 17 років переїхав до Канади, щоб викладати бойові мистецтва. У той час Тонг виграв звання чемпіона на Чемпіонаті Канади з бойових мистецтв «Октагон», який проводився в 1984 році, перемігши інших опонентів своїм карате і різними стилями кунг-фу.
Закінчивши школу в Канаді, Тонг повертається в Гонконг в 1979 році. Тонгу запропонували роботу каскадера на студії Shaw Brothers, куди він приходив відвідати свого зятя, відомого актора-ветерана цієї студії Ло Ліча. Роботу йому запропонував не менш культова людина для бойового кінематографа Гонконгу, режисер Лю Цзялян. Протягом наступних трьох років Тонг доклав руку як каскадер до більш ніж сотні трюків, дублюючи таких акторів, як Леслі Чун, Брендон Лі, Юньфат Чоу, Дерек Ї, Ті Лунг, Меггі Чун, Мішель Єо та Чері Чун.
За час, що він пропрацював каскадером, Тонг зламав собі плече, ногу, пошкодив коліна, зламав кілька ребер, заробив тріщину в черепі і кілька разів тягнув спину. 1983 року Тонг вирішує випробувати інші шляхи в кіновиробництві, у чому йому дуже допоміг його досвід постановника трюків і дублера. Стенлі стає постановником боїв, а незабаром після цього — і режисером, поставивши в той час такі стрічки, як «Ангел 2» і «Ангел 3» (обидва 1988), в яких головну роль грала Мун Лі.
У 1989 році Тонг засновує свою власну компанію Golden Gate Films. Він написав, поставив трюки і виступив продюсером і режисером розхваленого критиками фільму «Воїни кам'яної доби». Це був перший комерційний фільм, в якому знімалися ще напівдикі мисливці за головами з Нової Гвінеї. У картині містилося величезна кількість вражаючих батальних сцен, де Тонг управляв більш, ніж тисячею аборигенів. В іншій сцені 15 комодських драконів гналися за двома дівчатами по джунглях, а ще в одній дві героїні падали з водоспаду вниз. Картина отримала високі оцінки і схвальні відгуки як від преси, так і від глядачів.
Встиг «Stone Age Warriors» привернув увагу Леонарда Хо, віце-президента Golden Harvest, і в 1991 році Тонг почав роботу над суперпроєктом Джекі Чана «Поліцейська історія 3: Суперполіцейський». Фільм був багато в чому першим: це був перший фільм Джекі, де він тільки виконував головну роль, при цьому не виступаючи ні режисером, ні постановником трюків; також це був перший фільм Джекі, при виробництві якого був використаний синхронний звук, а не подальший дубляж. За цю картину Джекі вперше отримав нагороду, як найкращий актор, причому відразу на двох фестивалях: Hong Kong Academy Film Awards і Golden Horse Award в Тайбеї. Також стрічка отримала приз за найкращий монтаж, а сам Тонг був номінований як найкращий постановник боїв і трюків на HKAFA. Крім того, стрічка виявилася на першому рядку в списку найприбутковіших фільмів в Малайзії, Тайвані і Таїланді, що забезпечило картині звання найприбутковішого фільму року в Азії. Успіх стрічки привів до іншого великого екшен-фільму, «Суперполіцейський 2», який знову об'єднав Стенлі Тонга і Мішель Єо. Вражений талантами Тонга, Джекі Чан сам зголосився на невелику роль, спеціально прибувши на зйомки, щоб два дні присвятити цій сцені.
Тонг продовжив свою кар'єру зі стрічкою «Бійка в Бронксі» (1995). Ці два його фільму зробили Джекі Чана і Мішель Єо зірками в США. Ця картина принесла Тонгу нагороду як найкращому постановнику трюків на HKAFA. Крім того, що стрічка стала найприбутковішою картиною в Китаї та Гонконгу, «Бійка в Бронксі» стала першою гонконзькою стрічкою, яка стартувала в США відразу у 2000 кінотеатрах.
Після «Бійки в Бронксі» Тонг продовжив свою співпрацю з Джекі Чаном на фільмі «Поліцейська історія 4: Перший удар». Тонг отримує на цей раз нагороду як найкращий режисер на «Golden Horse» в Тайбеї. Крім цієї статуетки, фільм також номінувався на найкращий фільм і найкращу режисуру. У трьох фільмах, де Тонг виступав режисером, а Джекі актором, він також завжди був дублером Джекі. Після цих стрічок Тонга запросили відразу кілька голлівудських компаній, причому відразу на посаду режисера.
Walt Disney Pictures найняв режисера для знімання фільму «Містер Магу» (1997), де Леслі Нільсен зіграв короткозорого мільйонера, з яким часто відбуваються різні нещасні випадки. Але фільм провалився в прокаті, не окупивши навіть витрати на виробництво і отримавши розгромні відгуки як від глядачів, так і від критиків.
Згодом Тонг почав роботу над серіалом «Китайський городовий» для CBS, де в головній ролі грав ветеран гонконгських картин Саммо Хунг. Він виступив як відповідальний продюсер і поставив першу серію. Тонг дуже сподівався, приїхавши в Голівуд, впровадити в нього побільше азійських акторів і кіновиробників. За словами Тонга, створенням цього серіалу він хотів прищепити глядачам якісь сімейні цінності, а також розвіяти безліч міфів про азійську культуру. Серіал протримався відносно недовго — розпочавшись в 1998 році, він припинив своє існування восени 2000 року.
Наступний фільм, який Тонг знову зняв в Гонконзі — «Шанхайський зв'язковий», де головні ролі виконують Аарон Квок, Рубі Лін і японка Норіка Фудзівара. Стрічка в світовому кінопрокаті не окуповує виробництво, але при цьому стає чемпіоном за касовими зборами 2000 року в Гонконзі, Сінгапурі і Малайзії.
Останньою режисерською роботою для Стенлі Тонга стала високобюджетна (15 мільйонів доларів) картина «Міф» 2005 року, що розповідає історію про те, як археолог, що веде розкопки в місцях стародавніх міст і поховань, занурюється в старовину і містичним чином перевтілюється в воїна, від якого багато століть тому залежала доля цілого народу. Ця картина стала вже п'ятою спільною картиною Джекі Чана і Стенлі Тонга. У США картина до великих екранів так і не дісталася, але вийшла на DVD 2007 року.
Після «Міфу» Тонг займався продюсуванням таких проєктів як «Меч дракона» (2005), «Дім, милий дім» (2005) і «Любов у місті» (2007)

## Фільмографія
| Рік        |    | Українська назва                         | Оригінальна назва                                 | Роль |
| ---------- | -- | ---------------------------------------- | ------------------------------------------------- | --- |
| 1987       | ф  | Ніндзя проти ніндзя                      | Clash of the Ninjas                               | актор |
| 1987       | ф  | Вогненні брати                           | Jiang hu long hu men                              | актор |
| 1988       | ф  | Ангел 2                                  | Tian shi xing dong II zhi huo feng jiao long      | постановник трюків |
| 1989       | ф  | Ангел 3                                  | Tian shi xing dong III mo nu mo ri                | співрежисер |
| 1991       | ф  | Воїни кам'яної доби                      | Mo yu fei long                                    | режисер, виконавчий продюсер, сценарист, постановник трюків                                                           |
| 1992       | ф  | Легенда про фехтувальника                | Xiao ao jiang hu zhi: Dong Fang Bu Bai            | співрежисер |
| 1992       | ф  | Поліцейська історія 3: Суперполіцейський | Ging chat goo si 3: Chiu kup ging chat            | режисер, постановник боїв, каскадер: дублер Джекі Чана                                                                |
| 1993       | ф  | Суперполіцейський 2                      | Chao ji ji hua                                    | режисер, сценарист, координатор боїв                                                                                  |
| 1995       | ф  | Бійка в Бронксі                          | Hong faan kui                                     | режисер, постановник боїв, каскадер: дублер Джекі Чана                                                                |
| 1996       | ф  | Поліцейська історія 4: Перший удар       | Ging chaat goo si 4: Ji gaan daan yam mo          | режисер, сценарист, постановник боїв, оператор при підводних зйомках, координатор трюків, каскадер: дублер Джекі Чана |
| 1997       | ф  | Містер Магу                              | Mr. Magoo                                         | режисер |
| 1998 —2000 | с  | Китайський городовий                     | Martial Law                                       | режисер, виконавчий продюсер, постановник боїв                                                                        |
| 1998       | ф  | Джекі Чан: Моє життя                     | Jackie Chan: My Story                             | грає самого себе - інтерв'ю                                                                                           |
| 2000       | ф  | Шанхайський зв'язковий                   | Leui ting jin ging                                | режисер, сценарист, продюсер, постановник боїв                                                                        |
| 2001       | ф  | Екстремальний виклик                     | Extreme Challenge                                 | режисер, сценарист, продюсер, постановник боїв                                                                        |
| 2002       | ф  | Зловісний привид 3: Одержимість          | San chuen lao see III: Gwai leng chin sun         | продюсер |
| 2002       | тф | Мистецтво бою                            | The Art of Action: Martial Arts in Motion Picture | грає самого себе - інтерв'ю                                                                                           |
| 2003       | с  | Любов в місті                            | Nan cai nu mao                                    | продюсер |
| 2005       | ф  | Міф                                      | San wa                                            | режисер, сценарист, постановник трюків                                                                                |
| 2005       | мф | Меч дракона                              | DragonBlade: The Legend of Lang                   | продюсер |
| 2005       | ф  | Дім, милий дім                           | Gwai muk                                          | продюсер |
| 2007       | ф  | Любов в місті                            | Nan cai nu mao                                    | продюсер |
| 2012       | ф  | Обладунки Бога 3: Місія Зодіак           | Chinese Zodiac                                    | продюсер |
| 2013       | ф  | Патріот Юе Фей                           | The Patriot Yue Fei                               | продюсер |
| 2017       | ф  | Обладунки Бога: У пошуках скарбів        | Gong fu yu jia                                    | режисер, продюсер, сценарист                                                                                          |